# Provincia de Goricia

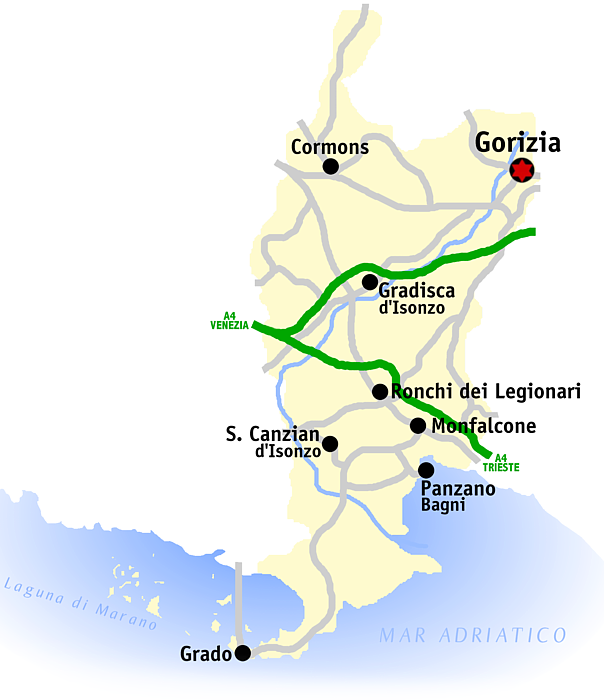
Mapa del territorio provincial.

Goricia (en italiano: provincia di Gorizia) es una provincia de la región del Friul-Venecia Julia, en Italia. Su capital y ciudad más poblada es Goricia.
Tiene una superficie de 466 km² y una población total de 136.477 hab. (2001). Hay 25 comuni (municipios) en la provincia (fuente: ISTAT, véase este enlace).
Limita con la provincia de Údine al oeste; con la provincia de Trieste al sureste; con Eslovenia al norte y al este; y con el mar Adriático al sur.

## Comunas
Pertenecen a la Provincia de Goricia las siguientes 25 comuni:
- Capriva del Friuli
- Cormons
- Doberdò del Lago
- Dolegna del Collio
- Farra d'Isonzo
- Fogliano Redipuglia
- Goricia
- Gradisca d'Isonzo
- Grado
- Mariano del Friuli
- Medea
- Monfalcone
- Moraro
- Mossa
- Romans d'Isonzo
- Ronchi dei Legionari
- Sagrado
- San Canzian d'Isonzo
- San Floriano del Collio
- San Lorenzo Isontino
- San Pier d'Isonzo
- Savogna d'Isonzo
- Staranzano
- Turriaco
- Villesse

## Historia
La provincia de Goricia fue instituida en el año 1927, en el ámbito de las circunscripciones provinciales italianas del régimen fascista. El territorio de la nueva provincia correspondía al de los distritos de Goricia (excluida la Comuna de Chiopris-Viscone) y de Tolmino de la provincia del Friul (actual provincia de Údine).
La nueva provincia tenía una superficie de 2.730 km² y 209.700 habitantes en 128 comunas, reducidas a 42 por efecto de 86 supresiones ocurridas entre 1927-1928 (7 comunas fueron reconstituidas en 1954-1955).
Después de la victoria contra Yugoslavia y la ocupación parcial por el Reino de Italia en la primavera de 1941, la provincia de Goricia no tuvo ampliaciones, a diferencia de la provincia de Zara y de la provincia de Fiume. Quedó limitada al este por la nueva provincia de Lubiana.
De 1943 a 1945, el territorio estuvo comprendido en la Zona de Operaciones del Litoral Adriático (OZAK), un protectorado militar de Alemania. En tal periodo sucedieron las represiones nazi-fascistas que convirtieron a la provincia de Goricia en la primera en Italia por número de muertos en los campos de concentración nazis, seguidas por las provincias de Florencia, Génova y Fiume.
De 1945 a 1947 estuvo dividida en dos por la línea Morgan. La zona A al oeste, administrada por los angloamericanos, comprendía, entre otros, Plezzo (Bovec), Caporetto (Kobarid), Canale, Cormòns, Gradisca, Goricia y Comeno (Komen). La zona B al este, administrada por los yugoslavos, comprendía entre otros Tomino (Tolmin), Santa Lucia d'Isonzo (Most na Soči), Idria (Idrija), Aidussina (Ajdovščina) y Vipacco (Vipava).
En 1947, luego del Tratado de París, fue trazado el nuevo límite. De los 2.730 km² que había tenido la provincia desde 1927 en adelante, permanecieron en Italia solo cerca de 215 km², esto es, menos de 1/12, con 9 comunas sobre 42, las restantes 33 fueron cedidas a Yugoslavia. En cuanto a la provincia de Trieste, se creó el Territorio libre de Trieste con esta ciudad y otras localidades de esa provincia, así como algunos pueblos pertenecientes a la provincia de Pola, mientras que permaneció en Italia el distrito de Monfalcone (excluido Duino) y la comuna de Grado, cerca de 245 km² con 9 comunas, que fueron reagregadas a la provincia de Goricia, como lo eran en 1923. 
La disposición interna se produjo por el Decreto-Ley n.º 1430 de 28 de noviembre de 1947. Los territorios de los actuales municipios de Duino-Aurisina, Sgonico y Monrupino, antes parte de dicha provincia y luego la provincia de Goricia y Gradisca hasta 1923, fueron incluidos en la Zona A del Territorio Libre de Trieste, en la actual provincia de Trieste. Todas las otras localidades que en 1923 habían pasado de la provincia de Goricia y Gradisca a la de Trieste fueron cedidas a Yugoslavia. En 1975, con el Tratado de Osimo se implementaron algunos ajustes menores en la frontera. En particular, sobre el monte Sabotino volvió a Italia la parte superior de la cima entre la cumbre y las ruinas de la iglesia de San Valentino; Italia, a cambio, construyó una carretera internacional para conectar el Collio esloveno (Brda) con Nova Gorica.

## Cultura
La población es en mayoría de lengua materna italiana, aunque existe una minoría de lengua materna eslovena en el límite, por lo que en muchas escuelas se enseñan ambas lenguas. Una minoría de la población (cerca del 20%) es de lengua materna friulana.

### Lenguas y dialectos
Además del idioma italiano, la población en la provincia de Goricia habla el idioma friulano (en la variante friulano oriental) y la lengua eslovena.
En 15 comunas sobre 25, rige la ley regional n.° 29 del 18 de diciembre de 2007 "Normas para la tutela, valorización y promoción de la lengua friulana", con la cual Friuli-Venecia Julia establece la denominación oficial en friulano estándar y en friulano local de las comunas en las que se habla efectivamente el friulano.
En 8 de 25 comunas, el idioma esloveno es reconocido y tutelado a la par del idioma friulano por la ley estatal 482/99 y la ley 38/01.
Junto a las lenguas reconocidas oficialmente, en Goricia se habla una variante de la lengua véneta, así como en Bisiacaria se habla el dialecto bisiaco y, en manera muy reducida, el triestino. De matriz veneciana es también el dialecto graisan hablado en Grado.